# 吕汝骥
吕汝骥（1896年—1979年5月30日），字季良，天津市静海县李家院村人，中国近代军事将领、政治人物。

## 生平

### 早年生涯
其父吕印黄是清末秀才，颇通儒学，对幼年时期吕汝骥的学习十分重视。他少年时就读于府君庙小学、独流镇高级小学。1908年，入天津官立中学（即铃铛阁官立中学）读书，1916年，毕业于直隶高等工业学校。毕业时恰逢军阀混战，在家赋闲二年。随后为求出路，于1918年考入直隶军官学校（保定陆军军官学校第八期），直隶军官教导团骑兵科、陆军大学特别班第四期。1920年毕业后，进入军界，历任直隶陆军第十五混成旅（旅长孙岳）步兵第二团（团长徐永昌）第一营见习，后历任陕西靖国军（总司令于右任）步兵团排长、连长等。1924年6月，任国民第三军暂编第一混成旅第二团第一营营长、代理团长，参加第一、第二次直奉战争。1925年8月，任第一师步兵第二团团长，兼任陕西警备司令部警备第二团团长，与晋军交战。先后任陕西省靖国军中尉排长，河北省陆军十五旅连长，河北第三军二师营长、少校团长。1926年春，任国民联军第三军暂编骑兵第一团团长。同年9月任国民联军（总司令冯玉祥）第四军骑兵第一旅副旅长，率部驻军陕西榆林，参加五原誓师。
同年阎锡山联合直系、奉系军阀，在晋北战役中击败冯玉祥的国民联军，并占领山西雁北地区、将晋系势力扩展到绥远。阎锡山在占据绥远后，晋军改为晋绥军，扩编为十七个师，并另收编国民军第三军（徐永昌任军长），并辖两个步兵旅、一个骑兵旅，吕汝骥担任骑兵旅旅长，辖两个团。1929年，蒋桂战争、蒋冯战争相继爆发，蒋介石力主削藩之时，晋绥军开始继续扩军，吕汝骥担任晋绥军第骑兵第三师师长，并参与到1930年中原大战。中原大战中，阎锡山的晋绥军不敌蒋介石的中央军和张学良的东北军，战败后的晋绥军被张学良改编，1931年，吕汝骥担任改编后的骑兵第二旅旅长。
1934年四马拒孙之役，吕汝骥率领所部一个旅在石嘴山北侧的尾闸一带布防，将撤退至石嘴山到三盛公一带的孙殿英残部全部缴械收编，宣布了四马拒孙之役的结束:119:215，孙殿英的部队被“彻底解决”:19。1935年4月，授国军少将军衔。

### 抗日战争与二次国共内战
1937年抗日战争爆发，晋绥军骑兵由三个旅整编为两个师，骑二旅编余，吕汝骥改任骑兵司令部副总指挥，绥远抗战中曾指挥所部击退日军多次进攻。1939年，阎锡山发动了十二月事变，大肆屠杀共产党人。吕汝骥与阎锡山产生不和。1940年6月，傅作义扩建出国军暂编第4军，军长董其武，唐俊德、吕汝骥担任副军长，隶属第八战区绥西指挥部；期间率部参加包头战役、绥西战役、五原战役等。1945年，国军暂编第4军改为国军骑兵第4军，军长袁庆荣，吕汝骥担任副军长，同年八月被裁撤。
此时，中华民国军事委员会任命吕汝骥为军事委员会高级参谋，调往宁夏驻军述职，吕汝骥被晋绥军解除军权。吕汝骥因不满内战，回家探亲，并分家田给同村贫苦人群。1948年10月，起用为中华民国国防部高级参谋，调到北平协助傅作义处理军务。当时辽沈战役正在激烈进行，吕汝骥力劝傅作义以民族利益为重，尽早率部投诚解放军。平津战役中，解放军相继攻克张家口、天津，北平孤立无援。傅作义在会晤高参议事时，吕汝骥再次力主停战。1949年1月31日，北平和平解放。

### 共和国时期
中华人民共和国成立后，1951年2月，担任甘肃天水的中国人民解放军第一高级步兵学校战术系教员。1954年春转业地方工作。1955年3月，转任中国国民党革命委员会河北省委委员、保定市民革主任委员。文化大革命期间，受到迫害，1979年5月30日，病逝于河北保定。
1980年代后，被平反昭雪，骨灰安放在北京八宝山中国国民党革命委员会陵园。